# Messerschmitt Me 262
Messerschmitt Me 262 er et tysk 2-motors jagerfly, bygget under 2. verdenskrig. Flyet var verdens første jetfly, som blev indsat i kamp. 
Flyet var udstyret med to BMW 003-jetmotorer, men på grund af komplikationer ved prøveflyvninger blev to Junkers Jumo 004 jetturbiner midlertidigt taget i brug i stedet, hver med en trykkraft på 8,7 kN, hvormed flyet kunne opnå en topfart på 870 km/h i 6.000 meters højde. Efter BMW's 003-jetmotorer var klar til at montere, blev det besluttet alligevel at beholde Junkers' Jumo 004, på trods af BMW-motorens større effektivitet ved at veje 157 kg mindre pr. motor og have en større trykkraft per kg.
Flyet var oprindeligt af producenten selv og Luftwaffe designet til at være et jagerfly, men på direkte ordre fra Adolf Hitler blev det ombygget og efterfølgende anvendt som jagerbomber.
I slutningen af 2. verdenskrig blev flyet dog endelig anvendt som jager, men kun med begrænset succes, da mangel på brændstof og reservedele gjorde det svært at holde flyene operative. Me 262 kom derfor ikke til at spille en afgørende rolle under krigen.  
Efter krigens afslutning benyttede både USA, Sovjetunionen og Storbritannien elementer fra Me 262 i deres jetfly. Især udformningen af vingerne – pilformen – var noget helt nyt. Således fik både den amerikanske F-86 Sabre og sovjetiske MiG-15 fælles træk med Me 262.
Det er svært at påberåbe sig hvad der er vigtigst at fremhæve, men både MiG-15 og F-86 Sabre bærer mere præg af at være kopieret fra en række andre tyske projekter, der var mere fremsynede end Me 262, f.eks. Messerschmitt Me P1101 eller Focke-Wulf Ta 183.

## Eksterne links
- Wikimedia Commons har flere filer relateret til Messerschmitt Me 262

| Luftfart | Spire Denne artikel om flyvning er en spire som bør udbygges. Du er velkommen til at hjælpe Wikipedia ved at udvide den. |